# Brian Azzarello
Brian Azzarello (ur. 11 sierpnia 1962 w Cleveland, Ohio) – amerykański scenarzysta komiksowy.
Znany przede wszystkim ze współtworzonej z Eduardo Risso serii komiksowej 100 naboi wydawanej przez DC Comics w ramach imprintu Vertigo. Wspólnie zostali nagrodzeni w 2001 roku nagrodą Eisnera za jedną z historii z tej serii, Co ma wisieć, nie utonie w kategorii „najlepsza opowieść w odcinkach”.
Wraz z Risso stworzył m.in. komiksy Johnny Double, od którego zaczęła się ich współpraca, oraz Batman – Rozbite miasto. Ponadto był scenarzystą serii Hellblazer (numery 146–174).
Współpracował z Richardem Corbenem, z którym stworzył m.in. miniserie: Banner i Cage.
W 2005 wraz z Marcelo Frusinem rozpoczął serię Loveless.
W 2011 Azzarello był gościem specjalnym na Międzynarodowym Festiwalu Komiksu i Gier w Łodzi.

## Życie osobiste
W 2007 wziął ślub z rysowniczką komiksów Jill Thompson.